# Februarerlasse
Als Februarerlasse werden zwei Dokumente bezeichnet, die Kaiser Wilhelm II. im Jahr 1890 veröffentlichen ließ und die einen Ausbau des Arbeiterschutzes ankündigten.

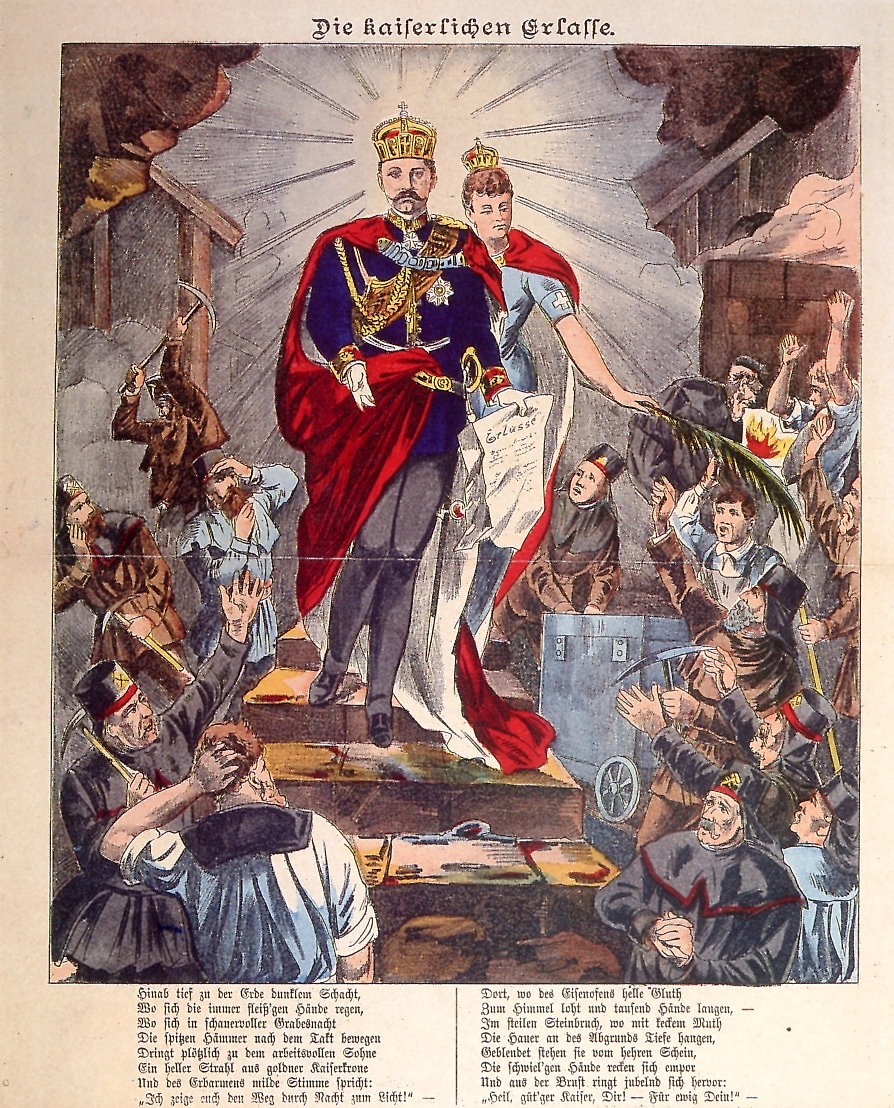
„Die Februarerlasse“. Idealisierte Darstellung Wilhelm II. und des Anspruchs auf ein „soziales Kaisertum“ (Neuruppiner Bilderbogen von 1890)

Die Erlasse entstanden vor dem Hintergrund des Streits zwischen Wilhelm II. und Otto von Bismarck über die Arbeiterpolitik. Wilhelm verlangte auf einer Kronratssitzung vom 24. Januar 1890 auch unter dem Eindruck des großen Bergarbeiterstreiks im Ruhrgebiet im Jahr 1889 die Ausarbeitung von Arbeitsschutzmaßnahmen. Bismarck machte keinen Hehl aus seiner Ablehnung und trat als preußischer Handelsminister zurück. Als Nachfolger empfahl er Hans Hermann von Berlepsch, der teilweise der Anstoß für den kaiserlichen Vorstoß gewesen war.
Bismarck ließ die Erlasse ausarbeiten, in denen einerseits die neue Sozialpolitik Wilhelms öffentlichkeitswirksam angekündigt wurde, gleichzeitig aber durch einige Bestimmungen versucht wurde, die Umsetzung zu verzögern.
Die Erlasse hatten die Absichtserklärung zu einem verbesserten Arbeitsschutz zum Inhalt. Es sei staatliche Aufgabe, „die Zeit, die Dauer und die Art der Arbeit so zu regeln, dass die Erhaltung der Gesundheit, die Gebote der Sittlichkeit, die wirtschaftlichen Bedürfnisse der Arbeiter und ihr Anspruch auf gesetzliche Gleichberechtigung gewahrt bleiben.“ Angekündigt wurden auch Arbeitervertretungen und eine internationale Arbeiterschutzkonferenz.
Bei der Übergabe der Vorlage riet Bismarck noch einmal dringend von einer Veröffentlichung ab. Der Kaiser hielt sich nicht daran. Ohne die vorgeschriebene Gegenzeichnung durch Bismarck wurden die Erlasse am 4. Februar 1890 veröffentlicht. Dieser drohte darauf mit seinem Rücktritt vom Amt des preußischen Ministerpräsidenten. Er blieb zwar zunächst noch im Amt, aber die Februarerlasse waren ein Aspekt, der zum Sturz Bismarcks noch im selben Jahr beitrug.
Die Februarerlasse gelten als ein Ausgangspunkt des so genannten Neuen Kurses. In der Gewerbeordnungsnovelle von 1891 wurden die Absichten teilweise umgesetzt.